# Megaselia pilifrons
Megaselia pilifrons är en tvåvingeart som först beskrevs av Silva Figueroa 1916.  Megaselia pilifrons ingår i släktet Megaselia och familjen puckelflugor. Inga underarter finns listade i Catalogue of Life.